# Зоран Стевановић (историчар)
Зоран Стевановић (Радевац, 27. јул 1964) је српски историчар чији је рад углавном везан за његов родни крај Алексинац. Аутор је и коаутор великог броја монографија и историјских књига о историји и култури своје општине. Дипломирао је историју на Филозофском факултету Универзитета у Београду, и ради као наставник у основној школи "Љупче Николић" у Алексинцу. Његова Историја Алексинца од 1918–1941 представља пети том Историје Алексинца и наставак рада историчара Миодрага Спирића.

## Дела[3]
- Алексинац лична карта
- Алексиначке жртве 20. века
- Радевац кроз векове и догађаје
- На изворишту писмености 170 година основне школе у Алексинцу
- Напредак - век фудбала у Алексинцу
- Алексинац и околина у листу Ново време
- Делиградски корпус Југословенске војске у отаџбини на фотографијама и докумантима
- Занатство у Алексинцу и околини од 1911. до 1944.
- Црква Свете Тројице у Горњем Адровцу
- Црква Светих архангела Михајла и Гаврила - спомен црква на Делиграду
- Трговина и угоститељство у Алексинцу и околини од 1911 до 1944.
- Алексинац и околина у Великом рату
- Историја Алексинца и околине од 1918 до 1941.
- Два века цркве Трњанске
- Основна школа Вук Караџић Житковац
- Женска хуманитарна друштва у Алексинцу од 1878 до 1944
- Ратни дневник једног другокласца (вођен од 10. јуна до 22.октобра 1876)
- Основно школство у Моравском срезу од 1918 до 1941
- Манастир Светог Стефана у Липовцу од 1399 до 2019
- Манастир покрова Свете Богородице у Марковини код Ђуниса
- Операцијски дневник 14 пешадијског пука 1. позива
- Предшколско васпитање и образовање у Алексинцу од 1926 до 2019
- Здравство у Алексинцу и околини 1836 - 2018
- Локална самоуправа у Алексинцу и околини 1832 - 2018
- Српска православна црква у алексиначком крају од 1941 - 1991
- Српска православна црква у алексиначком крају од 1918-1941
- Српска православна црква у алексиначком крају од 1833 - 1918
- Делиград - Шуматовац - Горњи Адровац
- Гимназија у Алексинцу од 1918 - 1941
- Добривоје Маринковић равногорац у логорским жицама
- Учитељска школа у Алексинцу
- Манастир Свети Роман (2024)[4]